# Перстень (Борисовський район)
Перстень (біл. вёска Персьцень) — село в складі Борисовського району Мінської області, Білорусь. Село підпорядковане Гливинській сільській раді, розташоване в північно-східній частині області.